# 古利 (赫梅利尼克區)
49°30′44″N 27°44′22″E / 49.51222°N 27.73944°E
古利（烏克蘭語：Гулі），是烏克蘭的村落，位於該國西南部文尼察州，由赫梅利尼克區負責管轄，始建於1790年，面積0.18平方公里，海拔高度265米，2020年人口1，人口密度每平方公里44.44人。